# Ловцький Герман Леопольдович
Герман Леопольдович Ловцький (нім. Hermann Lowtzky, ім'я при народженні — Герш Липович Ловцький; 4 серпня 1871, Кам'янець-Подільський, Подільська губернія — 8 грудня 1957, Цюрих, Швейцарія) — композитор, музикознавець, літературний і художній критик.

## Життєпис
Народився у Кам'янці-Подільському в сім'ї великого комерсанта і мануфактурника, купця першої гільдії Липи Абрамовича Ловцького, який у тому ж році заснував посудне підприємство, а згодом відкрив його філії у різних містах Південно-Західного краю і в 1887 році перевіз сім'ю до Києва. «Берлінський посудний магазин Л. А. Ловцького» розміщувався у будинку Фоломіна на Подолі на розі Олександрівської та Борисоглібської вулиць, спеціалізуючись на торгівлі посудом, лампами, дзеркалами, карнизами і іншим загальногосподарським приладдям. Брат шахіста Мойше Ловцького; інший брат — Яків Леопольдович (Яків-Іде Липович) Ловцький (1859-?) був лікарем в Одесі і при страховому товаристві у Білій Церкві.
У 1889 році закінчив Кам'янець-Подільську губернську чоловічу гімназію. Закінчив юридичний факультет Лейпцизького університету. З 1898 року одружений з сестрою філософа Лева Шестова Фанею Ісаківною Шварцман, яка стала згодом психоаналітикинею.
У 1903 році закінчив Петербурзьку консерваторію по класу композиції; відвідував класи контрапункти та гармонії М. А. Римського-Корсакова. Навчався також у Паризькій консерваторії у Габрієля Форе. Жив у Берні, де його дружина навчалася на філософському відділенні місцевого університету; у 1914—1921 роках — у Женеві. З січня 1922 року по грудень 1933 року жив у Берліні, згодом оселився у Парижі. У 1936 році разом з Левом Шестовим уперше відвідав Палестину, а в 1939 році переїхав до Єрусалиму. За рік до смерті, 11 вересня 1956 року, переїхав з дружиною до Цюриху.
У 1921 році заснував і став головою російського музичного товариства «Співдружність імені Глінки» у Берліні. Публікував есе філософського характеру, музичну, літературну та художню критику в «Останніх новинах», «Сучасних записках», «Новому журналі», «Гранях», «Руле». Низка статей присвячена російській народній музиці і творчості російських композиторів. У 1956—1957 роках закінчив книгу «Лев Шестов у моїх спогадах». Збереглося його листування з М. А. Римським-Корсаковим і О. К. Глазуновим.
Серед творів — опери «Лукреція» (1908, поставлена Київським міським театром у 1910 і 1912 роках, перший виконавець партії Секста Тарквінія — М. Г. Горчаков), «Сукня робить людину» по Г. Келлеру (1920), «Лихо з розуму» за О. С. Грибоєдовим (1920-ті роки), «Весілля Моцарта» (1932); балет-пантоміма «Красочки» по О. М. Ремізову (1912); фортепіанне тріо Op. 2.. Написав сценарії до музичних фільмів «Місячна соната» (про Л. Бетховена) і «Романтичні ночі» (про Ф. Шопена, 1934).

## Нотні видання
- Trio en fa dièse mineur pour piano, violon et violoncelle: op. 2. Belaieff, 1905.
- Лукреція: Музична драма на 2 дії (3 картинках). Німецький текст Валер'яна Торніуса (Valerian Tornius) і Германа Ловцкого. Lucretia: Musikdrama in zwei Aufzügen (drei Bildern). Лейпциг: Брейткопф і Гертель (Breitkopf & Härtel), 1910.